# Ramo terrestre

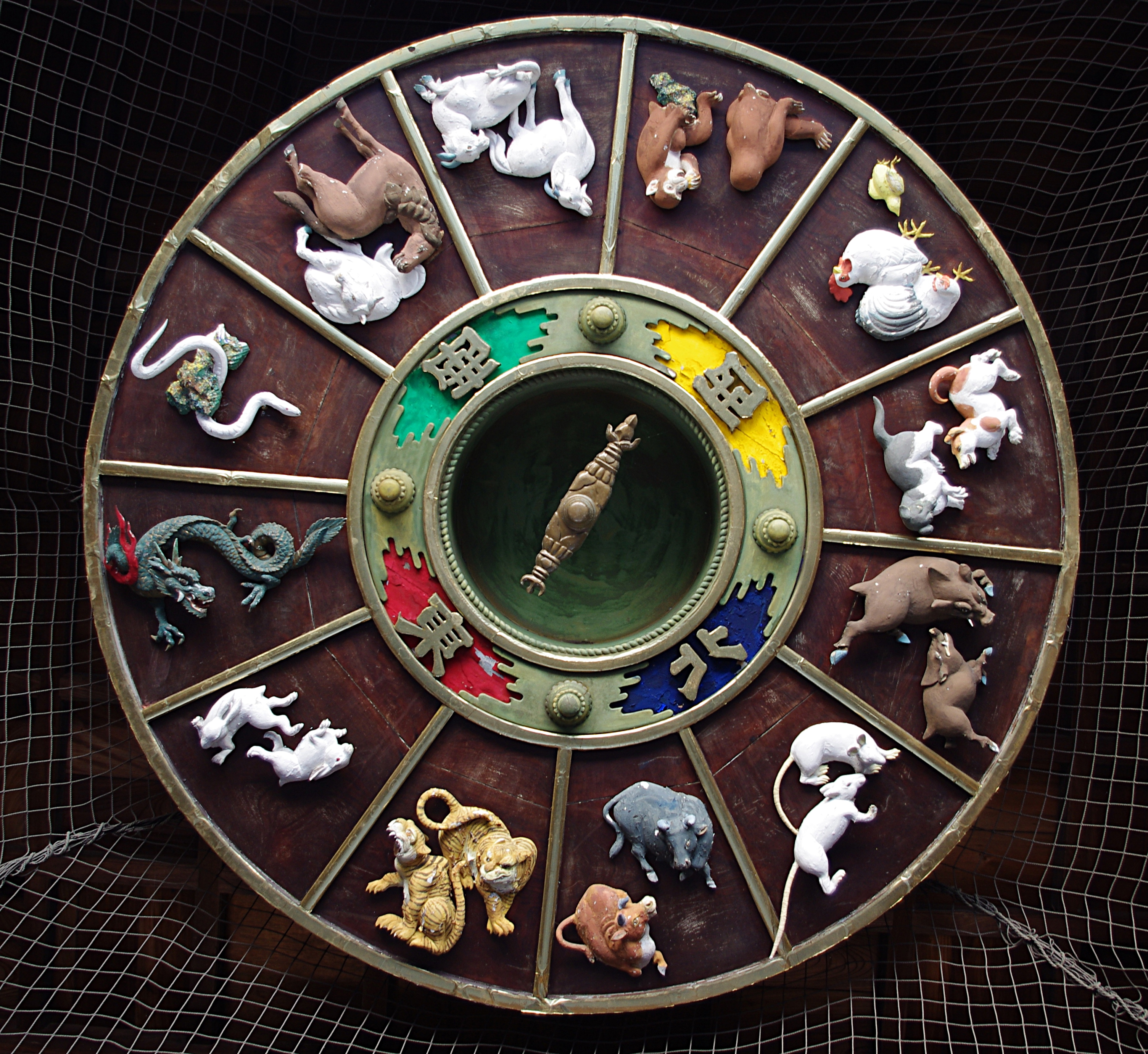

I rami terrestri (地支, dizhi) sono 12 elementi che appartengono alla cultura cinese e sono utilizzati insieme ai tronchi celesti (天干) in un sistema di numerazione del tempo che viene detto Ganzhi. I 12 rami terrestri, anche chiamati Shier Zhi (十二支, dodici rami) da antico sistema di numerazione del tempo che erano, furono successivamente associati ai dodici animali dello zodiaco cinese; inoltre era utilizzato come sistema dei punti cardinali. Essi sono utilizzati nell'astrologia cinese.

## Origine
Dall'epoca della dinastia Shang, i Cinesi dividono il cielo in dodici sezioni seguendo l'orbita di Giove (che in cinese è chiamato Suixing, 歳星, stella annuale) ed a ciascuna sezione associano un ramo terrestre. L'orbita di Giove dura 11,86 anni e fu arrotondata a 12 anni, in modo che ogni divisione corrisponde ad un anno. Il sistema fu in seguito esteso ai dodici mesi ed ogni sezione del ciclo di Giove venne ad identificare un mese. La stessa associazione fu fatta con le ore del giorno (ogni ramo terrestre rappresenta due ore), ma anche ai punti cardinali (dividendo un cerchio in archi di 30°). Fu sotto l'influenza dell'astrologia persiana, trasmessa attraverso l'India ed il Tibet, che ad ognuno dei rami terrestri è stato associato ad un animale.
|    | Rami Terrestri | Nome Cinese | Nome Giapponese (on et kun) | Nome Coreano | Nome Vietnamita | Segno    | Direzione    | Stagione  | Mese Lunare                     | Ora     |
| -- | -------------- | ----------- | --------------------------- | ------------ | --------------- | -------- | ------------ | --------- | ------------------------------- | ------- |
| 1  | 子             | zǐ          | shi ne                      | 자 ja        | tý (Tí)         | Topo     | 0° (Nord)    | Inverno   | 11 mese (solstizio d'inverno)   | 23h-01h |
| 2  | 丑             | chǒu        | chū ushi                    | 축 chug      | sửu             | Bufalo   | 30°          | Inverno   | 12 mese                         | 1h-3h   |
| 3  | 寅             | yín         | in tora                     | 인 in        | dần             | Tigre    | 60°          | Primavera | 1 mese                          | 3h-5h   |
| 4  | 卯             | mǎo         | bō u                        | 묘 myo       | mão (mẹo)       | Coniglio | 90° (Est)    | Primavera | 2 mese (equinozio di primavera) | 5h-7h   |
| 5  | 辰             | chén        | shin tatsu                  | 진 jin       | thìn            | Drago    | 120°         | Primavera | 3 mese                          | 7h-9h   |
| 6  | 巳             | sì          | shi mi                      | 사 sa        | tỵ              | Serpente | 150°         | Estate    | 4 mese                          | 9h-11h  |
| 7  | 午             | wǔ          | go uma                      | 오 o         | ngọ             | Cavallo  | 180° (Sud)   | Estate    | 5 mese (solstizio d'estate)     | 11h-13h |
| 8  | 未             | wèi         | mi hitsuji                  | 미 mi        | mùi             | Capra    | 210°         | Estate    | 6 mese                          | 13h-15h |
| 9  | 申             | shēn        | shin saru                   | 신 sin       | thân            | Scimmia  | 240°         | Autunno   | 7 mese                          | 15h-17h |
| 10 | 酉             | yǒu         | yū tori                     | 유 yu        | dậu             | Gallo    | 270° (Ovest) | Autunno   | 8 mese (equinozio d'autunno)    | 17h-19h |
| 11 | 戌             | xū          | jutsu inu                   | 술 sul       | tuất            | Cane     | 300°         | Autunno   | 9 mese                          | 19h-21h |
| 12 | 亥             | hài         | gai i                       | 해 hae       | hợi             | Maiale   | 330°         | Inverno   | 10 mese                         | 21h-23h |

## Misura del tempo
I rami terrestri possono contare dodici periodi di tempo corrispondenti ciascuno a due Jieqi (節氣), divisioni del calendario agricolo cinese. Per gli utilizzi astrologici e religiosi, gli almanacchi forniscono le date esatte dei cambiamenti di Jieqi.
Essi numerano inoltre dodici periodi di due ore ciascuno che si chiamano Shi (时), che formano una giornata. Oggi l'ora non è più espressa in questo modo, ma resta importante ai fini divinatori per conoscere il ramo terrestre corrispondente ad un determinato momento della giornata. Il vocabolario mandarino ha salvaguardato delle tracce di questo sistema nelle parole Zhongwu (中午, mezzogiorno, letteralmente «al centro di Wu»), Shangwu (上午, mattina, letteralmente «sopra Wu») , Xiawu (下午, pomeriggio, letteralmente «sotto Wu») e Ziye (子夜, notte, letteralmente «notte»).

## Punti cardinali

I 24 punti cardinali Cinesi. Il cerchio più interno mostra i 12 rami terrestri

Nonostante i Cinesi avessero dei nomi per ognuno dei quattro punti cardinali ed utilizzino un sistema identico a quello degli Occidentali, gli astrologi ed i marinai privilegiarono un sistema ispirato ai dodici rami terrestri, somigliante a quello delle dodici ore dell'orologio, per cui ogni quadrante indica una relativa direzione. In pratica i rami terrestri creano dodici quadranti che dividono il cerchio in archi di 30°. I rami Zi (子), Mao (卯), Wu (午), You (酉), rappresentano le direzioni nord, est, sud ed ovest.
In seguito , siccome dodici direzioni non erano sufficienti per le esigenze dei marinai, furono aggiunte dodici direzioni supplementari alle bussole. Le direzioni diagonali di queste nuove direzioni presero il nome da quattro trigrammi dell'Yìjìng: gen (艮), xun (巽), kun (坤), qian (乾), che rappresentano rispettivamente le direzioni nord-ovest, sud-ovest, sud-est, e nord-est. Le altre otto direzioni ricorrono i nomi dei tronchi celesti seguendo la teoria dei wuxing: 
- all'Est è associato l'elemento Legno ed i tronchi celesti Jia (甲) e Yi (乙).
- all'Ovest è associato l'elemento Metallo ed i tronchi celesti Geng (庚) e Xin (辛).
- al Nord è associato l'elemento Acqua ed i tronchi celesti Ren (壬) e Gui (癸).
- al Sud è associato l'elemento Fuoco ed i tronchi celesti Bing (丙) e Ding (丁).

Il fulcro centrale è associato invece all'elemento Terra.
Questa nuova bussola divide anche il piano in 24 direzioni spaziali che formano un arco di 15°.
Certi marinai come Zhang He utilizzarono delle bussole ancor più avanzate, che presentavano 48 punti cardinali
|    | Punto cardinale | Pinyin | Nome Giapponese | Nome Coreano | Direzione         |
| -- | --------------- | ------ | --------------- | ------------ | ----------------- |
| 1  | 子              | zǐ     | ne              | 자 ja        | 0° (nord)         |
| 2  | 癸              | guǐ    | mizunoto        | 계 gye       | 15°               |
| 3  | 丑              | chǒu   | ushi            | 축 chug      | 30°               |
| 4  | 艮              | gèn    | ushitora        | 간 gan       | 45° (nord-est)    |
| 5  | 寅              | yín    | tora            | 인 in        | 60°               |
| 6  | 甲              | jiǎ    | kinoe           | 갑 gab       | 75°               |
| 7  | 卯              | mǎo    | u               | 묘 myo       | 90° (est)         |
| 8  | 乙              | yǐ     | kinoto          | 을 eul       | 105°              |
| 9  | 辰              | chén   | tatsu           | 진 jin       | 120°              |
| 10 | 巽              | xùn    | tatsumi         | 손 son       | 135° (sud-est)    |
| 11 | 巳              | sì     | mi              | 사 sa        | 150°              |
| 12 | 丙              | bǐng   | hinoe           | 병 byeong    | 165°              |
| 13 | 午              | wǔ     | uma             | 오 o         | 180° (sud)        |
| 14 | 丁              | dīng   | hinoto          | 정 jeong     | 195°              |
| 15 | 未              | wèi    | hitsuji         | 미 mi        | 210°              |
| 16 | 坤              | kūn    | hitsujisaru     | 곤 gon       | 225° (sud-ouest)  |
| 17 | 申              | shēn   | saru            | 신 sin       | 240°              |
| 18 | 庚              | gēng   | kanoe           | 경 gyeong    | 255°              |
| 19 | 酉              | yǒu    | tori            | 유 yu        | 270° (ovest)      |
| 20 | 辛              | xīn    | kanoto          | 신 sin       | 285°              |
| 21 | 戌              | xū     | inu             | 술 sul       | 300°              |
| 22 | 乾              | qián   | inui            | 건 geon      | 315° (nord-ovest) |
| 23 | 亥              | hài    | i               | 해 hae       | 330°              |
| 24 | 壬              | rén    | im              | 임 sul       | 345°              |